# Suka Jaya (Muko-Muko Bathin VII)
Suka Jaya is een bestuurslaag in het regentschap Bungo van de provincie Jambi, Indonesië. Suka Jaya telt 996 inwoners (volkstelling 2010).